# Propriocezione
La propriocezione (nota anche come cinestesia) è la capacità di percepire e riconoscere la posizione del proprio corpo nello spazio e lo stato di contrazione dei propri muscoli, senza il supporto della vista. Descritta da Charles Scott Sherrington è considerata un sesto senso in quanto è regolata da una parte specifica del cervello. 
La propriocezione assume un'importanza fondamentale nel complesso meccanismo di controllo del movimento tramite i neuroni di feedback sensoriale, per cui viene utilizzata efficacemente anche in fisioterapia di recupero e in allenamenti sportivi. La propriocezione è presente già nel feto di sette mesi, che comincia a distinguere gli stimoli esterni da quelli interni. 
La percezione interna dei nostri visceri viene invece chiamata interocezione o enterocezione.

## Recettori propriocettivi (cinestetici)
È resa possibile dalla presenza di specifici recettori, detti recettori propriocettivi o cinestetici, sensibili alle variazioni delle posture del corpo e dei segmenti corporei, che inviano i propri segnali ad alcune particolari aree encefaliche. I recettori propriocettivi sono costituiti dalle terminazioni nervose che danno inizio al processo neurofisiologico della propriocezione. Tali recettori inviano impulsi che, attraverso il midollo spinale, giungono alle aree cerebrali deputate all'elaborazione delle informazioni sulla posizione e sul movimento, necessarie per l'esecuzione corretta del movimento stesso.
Questi recettori sono posizionati in posti specifici a seconda della funzione che rivestono (articolari o muscolari o tendinei):
- Fuso neuromuscolare: misura la variazione di lunghezza di un muscolo nel tempo (in pratica la velocità con cui un muscolo si allunga e si accorcia durante la contrazione). Per far ciò questo dovrà percorrere in parallelo tutta la fascia muscolare ed essere dotato dell'abilità di contrarsi esso stesso.
- Sensore capsula articolare: consente di percepire lo spostamento, o più specificatamente la posizione di uno o più segmenti ossei rispetto a un altro. es.: le ossa dell'avambraccio rispetto all'omero (con recettore nella capsula articolare delle articolazioni del gomito).
- Organo tendineo del Golgi: è posto in corrispondenza della giunzione muscolo-tendinea ed è sensibile alle variazioni di tensione. Esso è un sensore ad alta soglia, che preserva l'integrità del tendine in questione. Quando noi intendiamo sollevare un determinato oggetto, i muscoli iniziano a contrarsi ancora prima del lavoro effettivo, poiché si "aspettano" una determinata quantità di lavoro. Però, se il carico è esageratamente superiore alle aspettative, tanto da poter lesionare i tendini coinvolti, per riflesso i tendini in questione si rilassano lasciando andare il carico, proprio per preservare la loro integrità.
- Recettori vestibolari, corrispondenti alle cellule ciliate vestibolari, situate nei canali semicircolari, nell'utricolo e nel sacculo (situati nell'orecchio interno).
- Corpuscolo di Ruffini, presente a livello cutaneo e delle capsule articolari e sensibile a stimoli pressori e tattili prolungati e intensi.
- Corpuscolo di Pacini, presente a livello cutaneo profondo e sensibile alle vibrazioni.

## Patologia
Le alterazioni della propriocezione determinano sul piano clinico i sintomi dell'atassia.
La propriocezione alterata fa inoltre parte dei disturbi dello spettro autistico.